# Koji Yakusho
Kōji Yakusho (役所 広司, Yakusho Kōji) (Isahaya, 1 januari 1956) is een Japanse filmacteur, die vooral bekend is door zijn hoofdrollen in de films van Shohei Imamura en Kiyoshi Kurosawa. In 2023 won Yakusho de prijs voor de beste acteur van het Filmfestival van Cannes voor zijn hoofdrol in het drama Perfect Days van Wim Wenders.

## Filmografie (selectie)
- Perfect Days (2023)
- Under the Open Sky (2020)
- Mirai no Mirai (2018, stem)
- The Third Murder (2017)
- The World of Kanako (2014)
- Jûsan-nin no shikaku  (2010)
- Tokyo Sonata (2008)
- Babel (2006)
- Memoirs of a Geisha (2005)
- Akai hashi no shita no nurui mizu (2001)
- Kairo (2001)
- Yûreka (2000)
- Charisma (1999)
- License to Live (1998)
- Unagi (1997)
- Kyua (1997)
- Sleeping Man (1996)
- Shall We Dansu? (1996)

## Prijzen en nominaties
De belangrijkste:
| Jaar | Prijs                   | Categorie    | Film         | Uitslag  |
| ---- | ----------------------- | ------------ | ------------ | -------- |
| 2023 | Filmfestival van Cannes | Beste acteur | Perfect Days | Gewonnen |